# Всеобщій дневникъ …
Всеобщій дневникъ земскихъ законовъ и Правительства длѧ коронной области Галиціи и Володимеріи съ Кнѧжествами Освѣцимскимъ и Заторскимъ и съ Великимъ Княѧжествомъ Краковскимъ (нім. Allgemeines Landes-Gesetz und Regierungs-Blatt für das Kronland Galizier und Lodomerien mit den Herzogthümern Auschwitz und Zator und dem Grossherzogthume Krakau) — львівський часопис, що містив виклад законів і розпоряджень австрійського уряду. Виходив у 1849—1853 роках.

## Основні дані
Вийшли числа:
- 1849 — Отд. I—II часть 1-5
- 1850 — часть 1-26
- 1851 — Отд. I часть 1-24. Отд. II часть 25-44
- 1852 — часть 1-23
- 1853 — Отд. I часть 36-59

Формат: 25 × 19 см (1850—1852), 28 × 21 см (1853).
Друк: Галицька скарбово-державна типографія, Львів.

## Зміст
Виходив від грудня 1848 року, публікував закони й розпорядження уряду паралельно кириличним правописом і німецькою мовою.
Його наступниками стали урядові часописи таких років:
- 1853—1854 — Вѣстник краєвого Правительства длѧ коронной области Галиціи и Володомеріи съ Кнѧжествами Освѣцимскимъ и Заторскимъ и съ Великимъ Княѧжествомъ Краковскимъ;
- 1854—1857 — Вѣстник краєвого Правительства длѧ оуправительствєнной области Намѣстничества во Львовѣ;
- 1858—1859 — Вѣстникъ рѧду краєвого длѧ области адмїнїстрацїйнои Намѣстництва въ Львовѣ